# Garde du corps du roi
La garde du corps du roi est une unité de cavalerie de la maison militaire du roi de France, sous l'Ancien Régime et la Restauration.

## Histoire
La première unité des gardes du corps est la garde écossaise créée par le roi Charles VII vers 1422. Cette unité est composée de soldats écossais portant le titre d'archers du corps du roi. Le terme d'archer désigne à l'époque un cavalier légèrement armé, à la différence des gens d'armes ou cavaliers cuirassés. Louis XI adjoignit à cette garde deux compagnies d'archers français. Une quatrième compagnie est créée par François Ier en 1515. Dès cette époque, la compagnie écossaise compte plus de Français que d'Écossais.
Les quatre compagnies de gardes du corps (ce terme supplantant au XVIe siècle celui d'archer du corps) n'ont toutefois aucun lien entre elles. Elles sont dirigées par des capitaines différents, souvent de haut rang. La compagnie écossaise est ainsi souvent commandée par des membres de la famille royale d'Écosse, les compagnies françaises par des maréchaux de France. En 1664, Louis XIV dote les gardes du corps d'un état-major commun.
Les compagnies de gardes du corps sont supprimées en 1791. Nombre d'entre leurs membres participent à la contre-révolution. Le corps est rétabli en 1814 et définitivement supprimé en 1830.

## Le recrutement et les fonctions
Benoît Defauconpret dans son ouvrage Les preuves de noblesse au XVIIIe siècle écrit : « Le recrutement des gardes du corps se fait très majoritairement par cooptation, les candidats étant présentés par des officiers, bas officiers ou gardes de la compagnie. Il faut être né sujet du roi, ancien catholique, de bonnes mœurs, bien fait et mesurant au moins cinq pieds cinq pouces. La solde ne suffit pas à l'entretien, et il faut disposer de quelques revenus. (...). Un garde du corps ne peut servir auprès du roi avant d'avoir un an de réception et de service au quartier. »
Les gardes du corps - vêtus de bleu, veste, culotte et bas rouges, le tout galonné d'argent - « servaient par quartiers, et pendant leurs trois mois (...) passaient alternativement une semaine au château, une à l'hôtel pour les chasses, et la troisième où ils voulaient. Ainsi, cent gardes du corps et quelques centaines de Suisses formaient toute la défense du palais ». Leur service consistait « à monter la garde aux portes des appartements, à prendre les armes quand les princes passaient, à garnir la chapelle pendant la messe et à escorter les dîners de la famille royale ». Ils sont la protection rapprochée du prince.
Avec les Cent-Suisses, les gardes du corps veillent sur le roi à l'intérieur de son palais. Ils assurent la garde des portes du palais la nuit. Dans un déplacement ou une bataille, ils se tiennent à la droite du souverain.
Dans la compagnie écossaise sont choisis vingt-quatre gardes parmi les plus anciens, qui portent le titre de « gardes de la manche ». Ils sont chargés d'escorter la personne du roi en permanence. Parmi les gardes de la manche, on distingue encore six « gardes écossais », chargés des mêmes fonctions lors de cérémonies exceptionnelles telles que sacre ou mariage. Les gardes de la manche se distinguent par le port d'un hoqueton, sorte de casaque blanche brodée d'or portée par-dessus leur uniforme. Ils assurent également la garde du corps du souverain défunt et sa mise en bière.

## Privilèges
Les gardes du roi occupent le premier rang de la maison militaire du roi, devant les chevau-légers et les gendarmes de la Garde.
De par leur place près du roi, l'accès aux compagnies de gardes du corps est un privilège envié. Jusqu'au règne de Louis XIV, les places de gardes du corps sont vendues par les capitaines des quatre compagnies. Louis XIV met fin à ce privilège en 1664. Il s'attache à faire des gardes du corps une troupe d'élite en y intégrant les meilleurs éléments des régiments de cavalerie de ligne. Les gardes bénéficient de privilèges de noblesse à titre viager. Le rang de garde du corps équivaut à celui de sous-lieutenant de cavalerie et, au terme de 15 à 20 ans de service, à celui de capitaine de cavalerie.

## Quartiers
À Versailles, les gardes du corps du roi sont logés entre la rue de l'Orangerie et l'avenue de Sceaux. Ils ont également des garnisons à l'extérieur de Versailles : Saint-Germain, Chartres et Beauvais.

## Insignes
Les gardes portent un habit bleu sur une veste, des culottes et des bas rouges. Cet uniforme leur vaut le surnom de « maison bleue du roi ». Ils sont en effet l'un des seuls corps de la maison militaire du roi à porter le bleu comme couleur principale.
Les gardes du corps du roi ont d'abord pour devise Erit haec quoque cognita monstris (On les reconnaîtra, eux aussi, à leurs actions d'éclat), puis au temps du roi Louis XIV, Nec pluribus impar (À nul comparable (le soleil)).
Sur leurs épées, on peut lire l'inscription : Vive le Roy.

Deux bâtons d'ébène à pomme d'ivoire en sautoir.

D'un point de vue héraldique, les capitaines, chefs de corps des compagnies, pouvaient poser leur écu sur deux bâtons d'ébène à pomme d'ivoire disposés en sautoir.

## Combats et batailles
- 19 septembre 1691: Combat de Leuze
- 1740-1748: Guerre de Succession d'Autriche
- 11 mai 1745: Ordre de bataille lors de la bataille de Fontenoy

## Organisation
Le nombre de gardes du corps augmente entre le règne de François Ier et celui de Louis XIV de 400 à 1 600 hommes. Au XVIIIe siècle, l'effectif se stabilise autour de 1 500 hommes.
En 1737, chaque compagnie compte 320 hommes, organisés en deux escadrons et six brigades.

### 1recompagnie(Cieécossaise)
Capitaines ou chefs de corps :
- 1440 : Robert Patilloch ;
- 1449 : Mathieu d'Harcourt, sire de Rugny
- 1455 : Claude de Châteauneuf (), garde du corps de Charles VII
- 1456 : Michel de Beauvilliers (1462-1462), seigneur de La Ferte-Hubert, du Lude et de Thoury ;
- 1462 : William Stuyers ;
- 1466 : Thomas Stuyers ;
- 1471 : Geffrey Coowran ;
- 1473 : Robert Coningham ;
- 1480 : Jean Coningham ;
- 1495-1508 : Bérault Stuart (1452-1508), sire d'Aubigny ;
- 15 août 1508-1512 : John Stewart († 1512), seigneur d'Henrichemont ;
- 1512 : Robert Stewart (1570-1544), sire d'Aubigny, maréchal de France (1515) ;
- 1514-1544 : Jean Stuart († 1551), sieur de Vézinnes et de Fontaine ;
- 1544 : Jacques de Montgomery (vers 1485-1560), seigneur de Lorges ;
- 1557 : Gabriel Ier de Montgommery (vers 1530-1574), seigneur de Lorges ;
- 1559 : Jacques II de Montgommery († 1562), seigneur de Lorges ;
- 1562-1563 : Jean d'O (vers 1510-vers 1578), seigneur de Maillebois ;
- 1563-1569 : Jean de Losse, écuyer, seigneur de Bannes[4] ;
- 1569-1599 : Joachim de Châteauvieux (1545-1615), gouverneur de la Bastille ;
- 1599-1605 : Jean-Paul d'Esparbès de Lussan († 1616), seigneur de La Serre, chevalier du Saint-Esprit ;
- 1605-1611 : Antoine-Arnaud de Pardaillan de Gondrin (1562-1624), marquis de Montespan, chevalier du Saint-Esprit ;
- 1611-1612 : Philibert de Nerestang († 1620), marquis de Nerestang ;
- 1612-1616 : Charles d'Estournel, seigneur de Blainville ;
- 1616-1623 : Charles de La Vieuville (1583-1653), marquis de de La Vieuville ;
- 1623-1642 : Guillaume de Simiane († 1642), marquis de Gordes (février 1615), chevalier du Saint-Esprit ;
- 1642-1642 : François de Simiane (vers 1622-1680), marquis de Gordes, fils du précédent ;
- 1642-1651 : François, vicomte de Rochechouart (1611-1696), comte de Limoges (1661), marquis de Chandenier
- 1651 : Anne de Noailles (1620-1678), 1er duc de Noailles ;
- 1678 : Anne-Jules de Noailles (1650-1708), comte d'Ayen, 2e duc de Noailles, maréchal de France (1693), fils du précédent ;
- 1707 : Adrien Maurice de Noailles (1678-1766), 3e duc de Noailles, maréchal de France (1734), fils du précédent ;
- 1731 : Louis de Noailles (1713-1793), 1er duc d'Ayen, 4e duc de Noailles, maréchal de France (1775), fils du précédent ;
- 1758-1791 : Jean-Louis-Paul-François de Noailles (1739-1824), 2e duc d'Ayen, 5e duc de Noailles, fils du précédent ;
- 1814-1825 : Joseph-Anne-Maximilien de Croÿ d'Havré (1744-1839) : se démet de sa fonction en 1825 en faveur de son gendre, mais en conserva les honneurs ; la Cie est connue comme "la compagnie d'Havré".
- 1825-1830 : Emmanuel-Marie-Maximilien de Croÿ-Solre (1768-1848)

### 2ecompagnie(1reCiefrançaise)
Louis XI, par édit du 4 septembre 1474, avait institué pour la garde de son corps (c’est au roi que l'on doit cette dénomination singulière) une compagnie de 100 hommes d’armes français, sous le commandement d’Hector de Galard. Cette troupe fut longtemps connue sous le sobriquet de « gentilshommes au bec de corbin », parce qu’ils portaient, dans le service, une hache équilibrée sur son manche par une pointe recourbée.
Chacun de ces gentilshommes devait entretenir à ses frais deux archers. En vertu de lettres patentes données à Rouen le 10 juin 1475, le roi dispensa ces gentilshommes de l’entretien des archers ; il prit ceux-ci à sa solde et en forma une compagnie particulière dont il confia le commandement à Jean Blosset, seigneur du Plessis-Pâté.
Cette compagnie des archers s’appelait « la petite garde du roi », pour la distinguer de la 1re compagnie (garde écossaise) que l’on désignait officiellement sous le titre de « Cent lances des gentilshommes de l’hôtel du roy », ordonnée pour la grande garde de son corps, c'est-à-dire de son escorte.
La petite garde servait aussi bien à pied qu’à cheval, c'est-à-dire dans les appartements et dans l’intimité du roi.
C’est cette petite garde, transformée par François Ier en compagnie de 100 hommes d’armes, qui est devenue en 1515, la 1re compagnie française des gardes du corps. Cette compagnie s’est distinguée des autres, à partir du règne de Louis XIV, par la couleur bleue de ses étendards, bandoulières, banderoles et équipages.
Elle avait ses quartiers ordinaires à Coulommiers et servait à Versailles le quartier d’avril.
Capitaines ou chefs de corps :
- 1474 : Hector de Galard de Brassac (1415-1475), chambellan de Louis XI ;
- 10 juillet 1475 : Jean Blosset du Plessis-Pâté († avant 1500), baron de Torcy ;
- 18 janvier 1477 : Hervé de Chalnay ;
- 1482 : Jacques de Silly (1450-1503), seigneur de Launay et de Vaulx, chambellan de Charles VIII, bailli et capitaine de Caen, grand maître de l'artillerie de France ;
- 1482 : Jacques Ier de Crussol, vicomte d'Uzès ;
- 1524 : Louis II Mitte de Miolans († 1529), seigneur de Chevrières, sénéchal du Bourbonnais (1525), et bailli de Gévaudan (1528) ;
- 1530 : Antoine de Raffin, seigneur de Puycalvary, de Beaucaire et d'Azay-le-Rideau, gouverneur des enfants de France, gouverneur de Cherbourg, de Marmande et La Sauvetat ;
- 1551 : Louis de Talaru, seigneur de Chalmazel.
- 27 décembre 1570 : Eustache de Conflans, vicomte d'Ouchy (vers 1526-1574), gouverneur de Saint-Quentin, chevalier de l'ordre du roi, se distingue à la retraite de Meaux et à la bataille de Saint-Denis où il servait comme maréchal général des camps et armées du roi.
- septembre 1574 : Nicolas d'Angennes (1533-1611), marquis de Rambouillet, vidame du Mans, chevalier des ordres du roi.
- 1580 : Jean d'O, seigneur de Manou, chevalier des ordres du roi.
- 28 juillet 1595 : Louis de L'Hospital († 1611), marquis de Vitry, chevalier des ordres du roi.
- 11 janvier 1611 : Nicolas de L'Hospital, marquis de Vitry, fils du précédent.
- 26 avril 1617 : François de L'Hospital, marquis du Hallier, frère du précédent.
- 2 octobre 1631 : Charles II de Lévis, comte de Charlus (1611-1662), marquis de Lévis, seigneur de Lurcy et Champeroux.
- 1er juin 1634 : Louis de Béthune (1605-1681), 1er duc de Chârost (1672), capitaine des gardes du corps du roi, maréchal des camps et armées du roi, lieutenant-général des ville et citadelle de Calais, chevalier des ordres du roi.
- 17 août 1648 : René du Plessis, marquis de Jarzé (1613-1676), le Beau Jarzé.
- 9 novembre 1649 : Louis de Béthune (1605-1681), 1er duc de Chârost.
- 1663 : Louis Armand de Béthune (1640-1717), fils du précédent, 2e duc de Chârost, chevalier des ordres du roi.
- 1er avril 1672 : Jacques Henri de Durfort (1625-1704), duc de Duras, maréchal de France, chevalier du Saint-Esprit.
- 10 décembre 1704 : Louis François de Boufflers (1644-1711), duc de Boufflers, maréchal de France.
- 21 octobre 1711 : Armand Ier de Béthune (1663-1747), 3e duc de Chârost, baron d'Ancenis[note 1].
- 23 octobre 1747 : Paul François de Béthune (1682-1759), fils du précédent, 4e duc de Chârost.
- 1er mai 1756 : Gaston Pierre de Lévis-Mirepoix (1699-1757), duc de Mirepoix.
- 11 novembre 1757 : Charles-Juste de Beauvau-Craon (1720-1793), prince de Beauvau.
- 22 février 1784 : Philippe-Louis de Noailles (1752-1819), prince de Poix, duc de Mouchy.
- 5 août 1790 : Charles-Anne des Escotais (1772-1822), comte des Escotais

### 3ecompagnie(2eCiefrançaise)

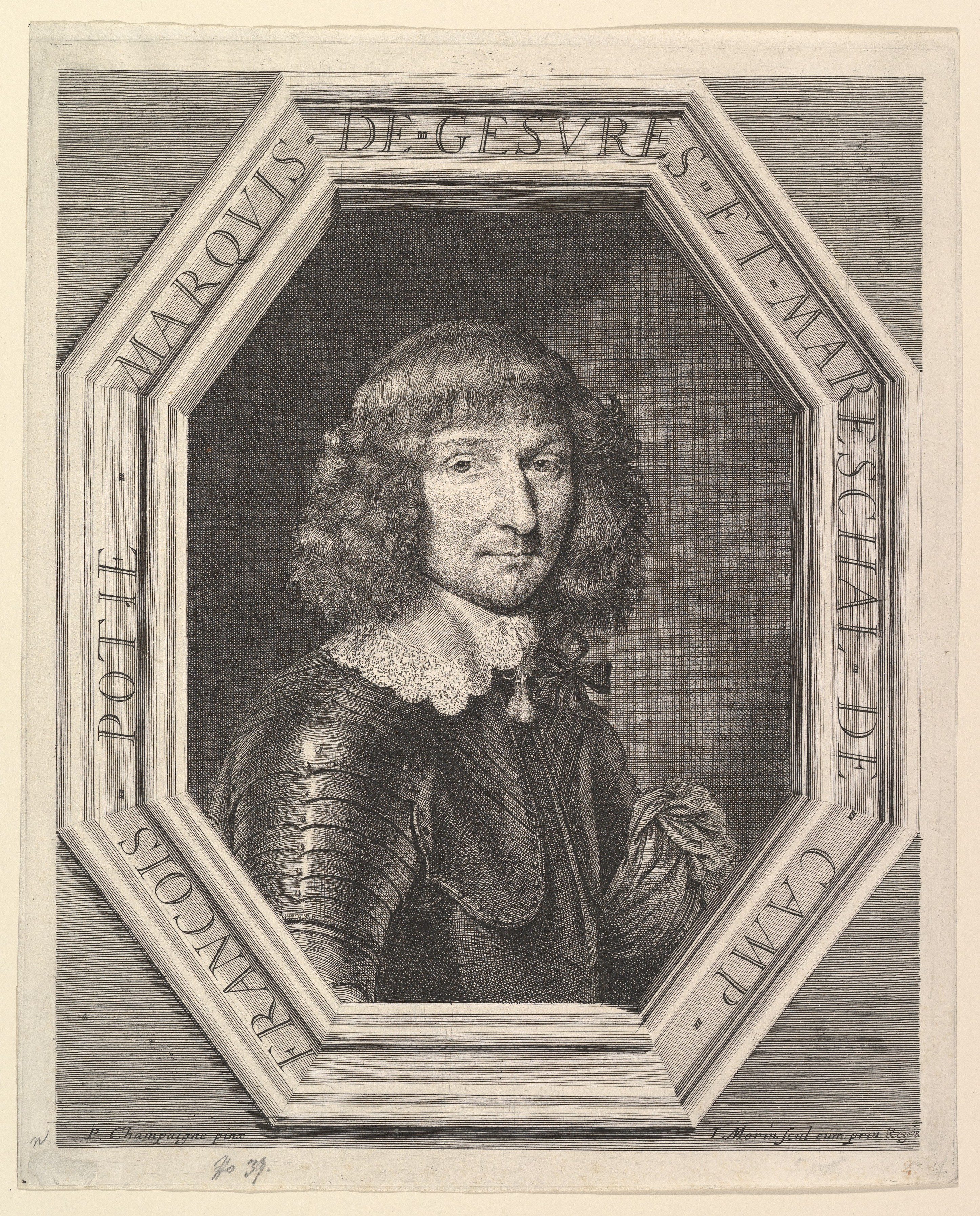
François Potier (1612-1646), marquis de Gesvres

Louis XI, satisfait des services de ses « petits gardes » de la 1re Cie française, créa en 1479 une seconde compagnie semblable, et en donna le commandement à Claude de La Châtre.
Elle devint, comme la précédente, compagnie des gardes du corps au commencement du règne de François Ier.
Capitaines ou chefs de corps :
- 1479 : Claude de La Châtre (mort en 1499), seigneur de Nançay ;
- 1490 : Abel de La Châtre (mort en 1496), fils cadet du précédent ;
- 1499 : Gabriel de La Châtre (mort en 1538), baron de La Maisonfort, seigneur de Nançay, frère aîné du précédent ;
- 1529 : Joachim de La Châtre (mort en 1546), baron de La Maisonfort, fils du précédent ;
- 1549 : François, seigneur de La Ferté (mort en après 1564), gentilhomme ordinaire de la Chambre du roi ;
- ???? : Gaspard de La Châtre (vers 1539-1576), seigneur de Nançay, fils de Joachim de La Châtre ;
- 1580 : Charles de Balsac d’Entragues (1545-1599), surnommé « le bel Entraguet » (voir le duel des Mignons) ;
- 1590 : François du Plessis, seigneur de Richelieu[5] (1548-1590), grand prévôt de France, conseiller d'État ;
- 1590 : Charles de Choiseul, marquis de Praslin (1563-1626), maréchal de France ;
- 18 janvier 1611[6] : René Potier (1579-1670), duc de Tresmes (en)
- 12 décembre 1635 : Louis Potier (1612-1645), marquis de Gesvres, fils du précédent
- 10 août 1643 : François Potier (1612-1646), marquis de Gesvres, frère du précédent ;
- 1646 : Léon Potier (vers 1620-1704), duc de Gesvres, frère du précédent ;

Lauzun, qui perdit, en 1669, la charge de colonel général des dragons, reçut celle de capitaine de cette compagnie, grâce à l'appui (ou la passion que lui vouait) de Mlle de Montpensier qui, non seulement obtint l’agrément du roi, mais paya cette charge 750 000 livres au duc de Gesvres.
- 1646 : Antonin Nompar de Caumont (1633-1723) duc de Lauzun ;
- 1673 : François-Henri de Montmorency (1628-1695), duc de Piney, maréchal de France ;
- 1693 : François de Neufville (1664-1730), duc de Villeroy, maréchal de France, fils du précédent ;
- 1708 : Louis Nicolas de Neufville (1663-1734), duc de Villeroy, fils du précédent ;
- 1734 : Louis François Anne de Neufville (1695-1766), duc de Villeroy, fils du précédent ;
- 1758 : Gabriel Louis François de Neufville (1731-1794), duc de Villeroy, neveu du précédent ;
- 1791-1830 : Antoine VIII, duc de Gramont (1755-1836), neveu du précédent.

### 4ecompagnie(3eCiefrançaise)

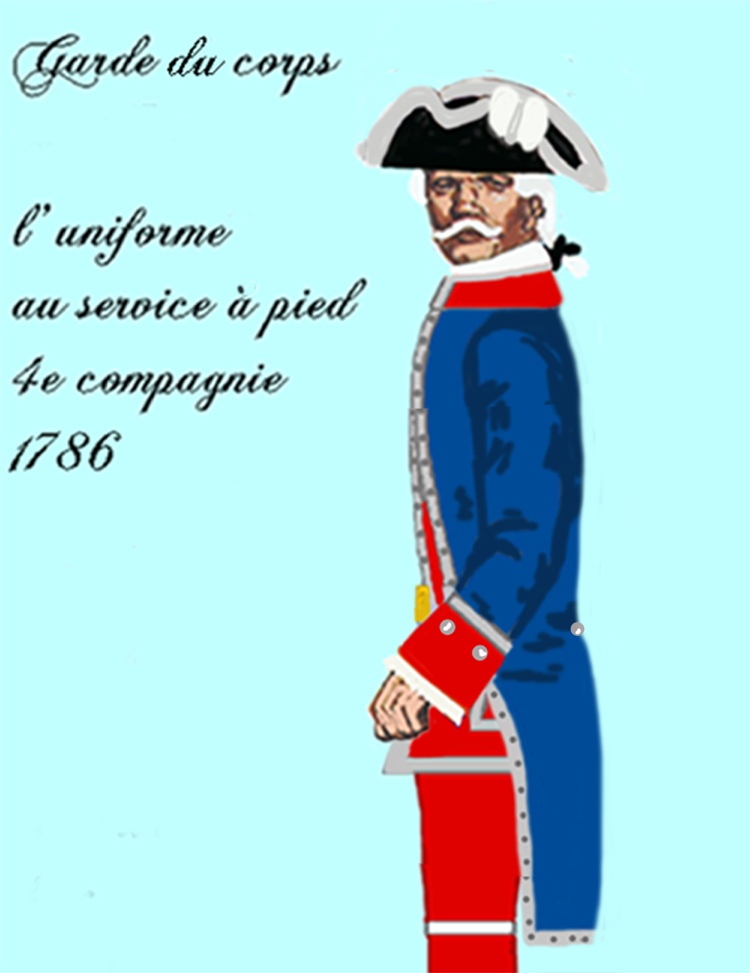
Garde du corps - l'uniforme de la 4e compagnie en 1786.

À son avènement à la couronne, François Ier possédait une compagnie des ordonnances qui était commandée par un capitaine-lieutenant, Raoul de Vernon, seigneur de Montreuilbouyn. Il avait aussi une garde personnelle commandée par Louis Leroy de Chavigny.
Souhaitant disposer de cinq compagnies des gardes du corps, toutes organisées sur le pied de la compagnie écossaise, il transforma donc en 1515, comme dit précédemment, les deux compagnies d'archers de la petite garde de Louis XI, et en ajouta deux autres formées avec ses gardes personnelles et avec des détachements de compagnies d'archers de Crussol et de La Chatre.
En 1545, il remania l'organisation des gardes du corps, et il n'en conserva que 4 compagnies. La 4e compagnie avait ses étendards, bandoulières et équipages de couleur jaune. Elle faisait le service à la cour du 1er octobre au 31 décembre, et était habituellement casernée à Dreux.
Capitaines ou chefs de corps :
- 1553 : Louis d'Humières, sieur de Contay.
- 1557 : Philippe de Maillé, seigneur de Brézé, vicomte de Verneuil.
- 1575 : Nicolas de La Haulle, seigneur de Grémonville.
- 1592 : Jacques Nompar de Caumont, duc de La Force.
- 23 novembre 1632-1651 : Antoine d'Aumont de Rochebaron, duc d'Aumont, marquis de Villequier, capitaine des gardes du corps de Louis XIII ;
- 3 juin 1651-1669 : Louis Marie Victor d'Aumont de Rochebaron, duc d'Aumont, marquis de Villequier, capitaine des gardes du corps de Louis XIV ;
- 10 mars 1669-1675 : Henri Louis d'Aloigny, marquis de Rochefort, capitaine des gardes du corps de Louis XIV ;
- 1676-1696 : Guy Aldonce II de Durfort, comte de Lorges, duc de Quintin (dit « duc de Lorges »), maréchal de France en 1676 ;
- 1696-1702 : Guy Nicolas de Durfort, duc de Lorges ;
- 1703-1718 : Henry d'Harcourt, duc d'Harcourt ;
- 1718-1750 : François d'Harcourt, duc d'Harcourt ;
- 1750-1764 : Charles II Frédéric de Montmorency, duc de Luxembourg ;
- 1764-1784 : Charles de Montmorency-Luxembourg, 1er duc de Beaumont.
- 1784-1790 : Paul de Montmorency-Luxembourg.
- 1790-1790 : Christian de Montmorency-Luxembourg, 2e duc de Beaumont.
- 1815-1830 : Pierre Louis François Paultre de Lamotte (1774-1840), maréchal de camp, commandant de la 4e compagnie des gardes du corps (Luxembourg).

### 5ecompagnie(ex-gardes du corps de Monsieur)
La Restauration française rétablit les compagnies de gardes du corps, par ordonnances des 15 juin 1814 et 1er septembre 1815 (elles furent licenciées le 11 août 1830).

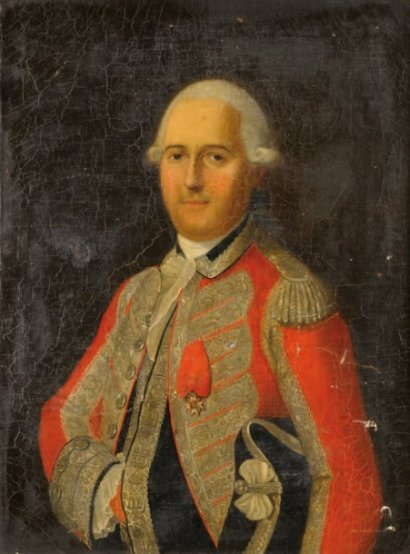
Officier des gardes du corps de Monsieur, frère du Roi, École française, XIXe siècle.

Le comte de Provence et le comte d’Artois avaient chacun deux compagnies de gardes du corps (celles de Provence avaient été créées en 1771 et celles d'Artois en 1773), qui ont été supprimées le 17 mars 1788, sans laisser d’autres traces dans l’histoire que les noms de leurs capitaines et la description de leurs uniformes :
- Les compagnies de Monsieur avaient l’habit entièrement bleu, et la culotte et les bas rouges :

1. La 1re se distinguait par la bandoulière et l’équipage[précision nécessaire] aurore, et fut successivement commandée par deux Lévis
2. La 2e eut la bandoulière et l’équipage en violet et avait pour capitaine le comte de Chabrillan.

- Les compagnies du comte d’Artois portaient l’habit vert-saxe, avec le collet, les parements, la doublure, la culotte et les bas cramoisis.

1. La 1re, commandée par le prince d'Hénin avait la bandoulière et l’équipage bleu céleste.
2. La 2e, commandée par le chevalier de Crussol, les avait de couleur rose. Pierre-Octave de Milleville s'illustra ici en mai 1775 lorsque, suffisamment courageux pour s'opposer au marquis de Louvois -maître de camps au Royal-Roussillon, il le fit condamner par un tribunal.

Les deux compagnies du comte d’Artois ont reparu pendant le règne de Louis XVIII. À la mort de ce dernier (1824), la compagnie des gardes du corps S.A.R. Monsieur, frère du roi (Charles Philippe, comte d'Artois) devient la 5e compagnie des gardes du corps de S. M. Charles X.
Capitaines ou chefs de corps :
- 1821-1828 : Charles de Riffardeau, duc de Rivière (1763-1828).

## Personnalités ayant servi au sein des gardes du corps du roi

### Règne de Charles VII
- Étienne Pellorde ou Pelourde (mort après 1462), écuyer de la garde du roi, échanson du Roy, capitaine de la grosse tour de Bourges.

### Règne de Charles IX
- Gaspard de La Châtre (1539 - 1576), seigneur de Nançay, qui protégea Marguerite de Valois lors de la Saint-Barthélémy[7].

### Règne de Henri IV
- Gabriel Anselmet, écuyer, seigneur des Bruneaux, capitaine-exempt des gardes du corps de Sa Majesté et gentilhomme ordinaire de sa chambre, chevalier de l'Ordre du roi.
- Jérôme du Buisson (mort en 1622), écuyer, seigneur de La Marsaudière, garde du corps du roi (1602, 1610-1615, 2e compagnie), fauconnier du roi (chef du vol pour Corneille de la grande fauconnerie du roi (1605-1615)), conseiller du roi en ses conseils d'État et privé et son ambassadeur en Angleterre.
- Antoine Grimoard de Beauvoir, baron du Roure (mort en 1622), baron de Banne et de Grisac, capitaine de cent hommes d'armes, lieutenant de la garde écossaise, lieutenant des gardes du corps du roi (compagnie écossaise).
- Jean II de Mazelière, seigneur de Douazan et de Nazareth, capitaine exempt des gardes du corps du roi.

### Règne de Louis XIV
- Charles Joseph d'Ailleboust, sieur des Musseaux (1621-1700), garde du corps du roi (avant 1648), commandant de Montréal en Canada, juge civil et criminel.
- Michel Danican Philidor (1683-1723) timbalier des gardes du corps du roi (1703), puis timbalier des Plaisirs du Roi.
- Louis de Forbin (1632-1684), reçu à l'ordre de Saint-Jean de Jérusalem[réf. nécessaire], abbé commendataire de Preuilly (1678-1684), capitaine-lieutenant de la 1re compagnie des mousquetaires du roi, major-général des quatre compagnies des gardes du corps du roi.
- Gabriel de Monchy, dit le comte d'Hocquincourt, (1643 - tué le 25 juillet 1675 - à Gramshusen, lors de l'attaque de l'église tué d'un coup de mousquet à la tête), exempt des gardes du corps du roi (1671, Cie de Rochefort), commandant des Dragons de la Reine (1673).
- Antoine de Guillebon de Wavignies (1675-1758) Brigadier des Gardes du corps du Roi, 3e compagnie du duc de Villeroy (1708), Capitaine de cavalerie, chevalier de l'ordre royal et militaire de Saint-Louis.
- Antoine de Montlezun (mort en 1715), baron de Viane, lieutenant des gardes du corps (à la Cie de Villequier en 1650), brigadier des armées du roi, maréchal de camp, chevalier de l'Ordre royal et militaire de Saint-Louis.
- Pierre de Voyer d'Argenson (1625-1709), vicomte de Mouzay, enseigne des gardes du corps du roi (1650), gouverneur de la Nouvelle-France (1658-1661).

### Règne de Louis XV
- François-Emmanuel Guignard, comte de Saint-Priest (1735-1821), exempt des gardes du corps du roi, ambassadeur des rois Louis XV et Louis XVI, dernier ministre de la Maison du roi et premier ministre de l'Intérieur, lieutenant général des armées du roi, pair de France.
- Étienne Guinot, marquis de Monconseil (1695-1701), lieutenant des gardes du corps du roi, lieutenant général des armées du roi, inspecteur général d'infanterie, commandant de Colmar, introducteur des ambassadeurs.
- François Marc de La Boussardière de Beaurepos (1702-1772), chevalier, sieur de Beaurepos, garde de corps du roi (1738 et 1741).
- Louis Romain de Lastic, vicomte de Saint-Jal (1709-1785), aide-major des gardes du corps du roi (Cie de Villeroy), colonel, mestre de camps de cavalerie, chevalier de l'Ordre royal et militaire de Saint-Louis.

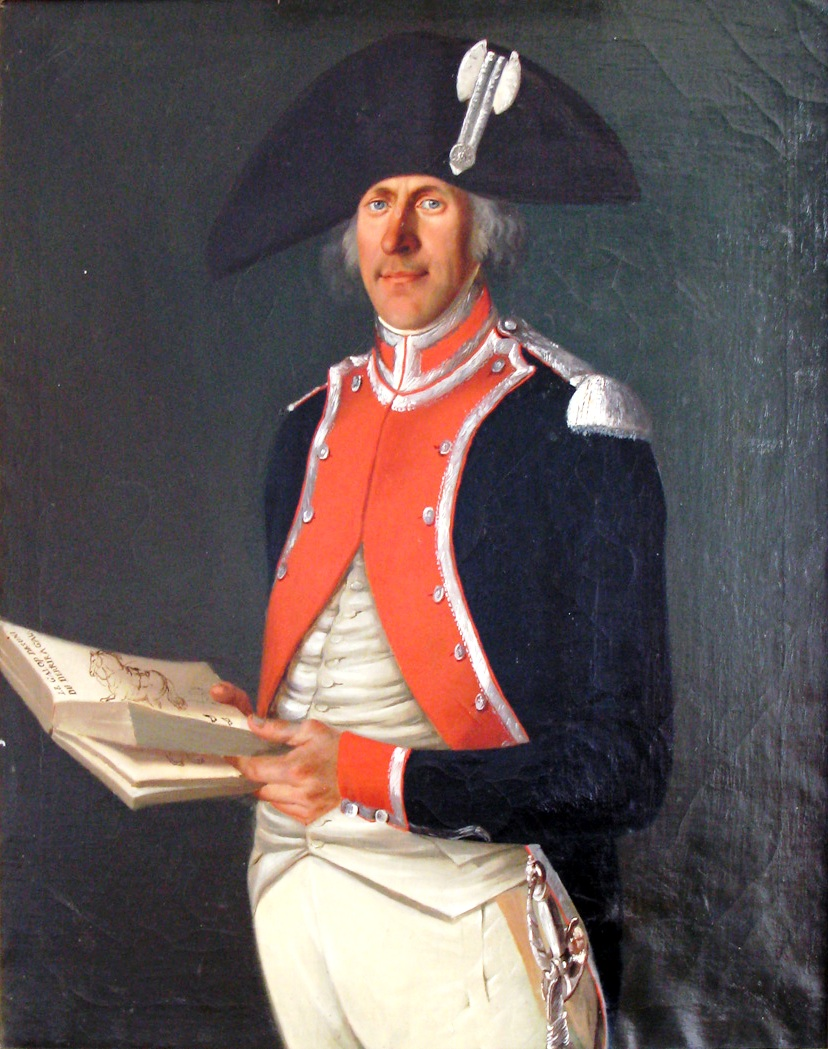
Charles de Riberolles (1752-1827).

- Guillaume Bonnot, chevalier de l'Ordre royal et militaire de Saint-Louis, brigadier des grades du corps du Roi, capitaine de cavalerie, mort à la bataille de Dettingen en 1743[8].
- Charles de Riberolles de Beaucene (1752-1827), garde du corps du roi sous Louis XV et Louis XVI, châtelain de Ravel, chevalier de l'Ordre royal et militaire de Saint-Louis.

### Règne de Louis XVI

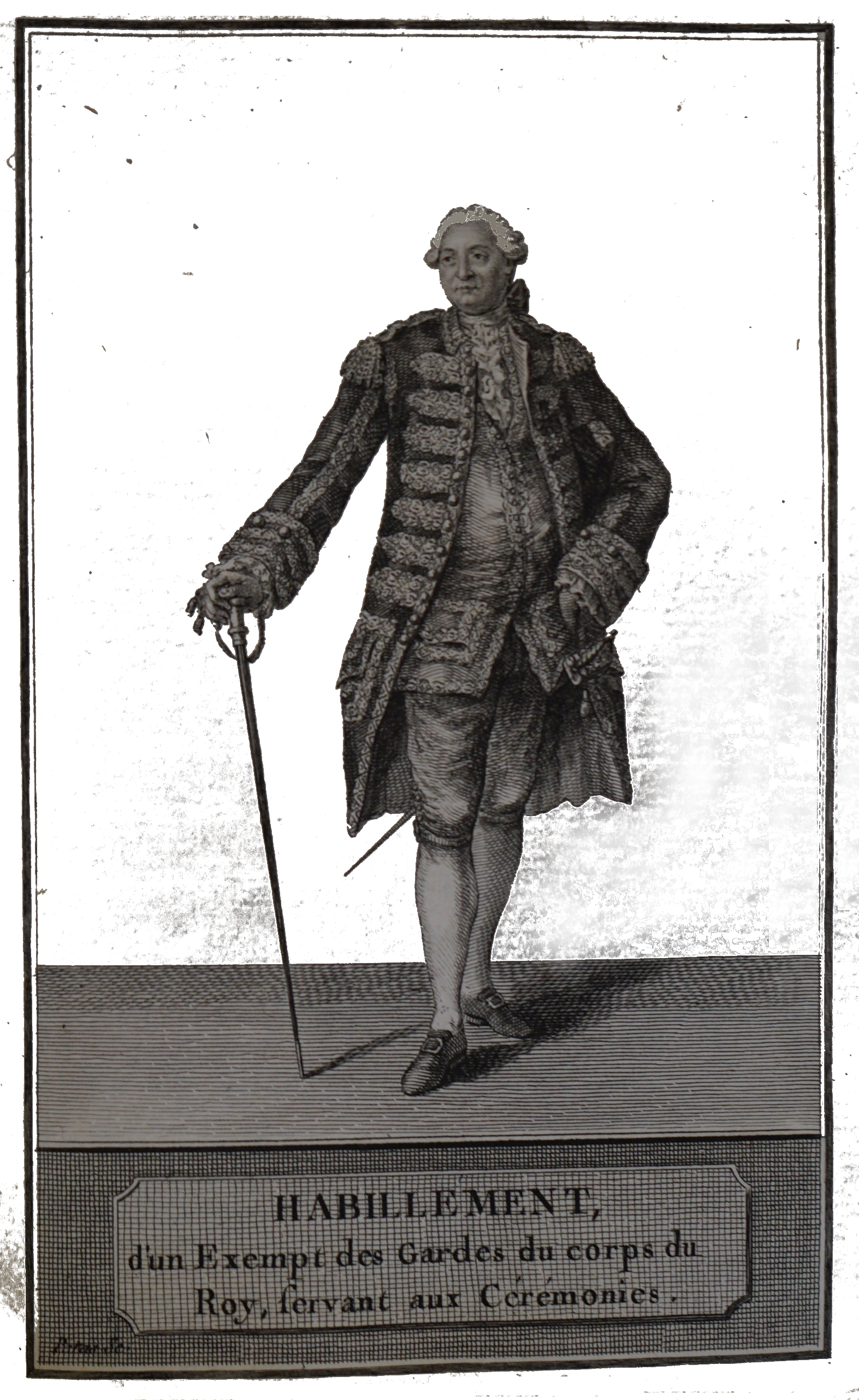
Lors du sacre de Louis XVI, gravure Charles Emmanuel Patas.

- Antoine-Jean, vicomte d'Agoult (1750-1828), aide-major-général des gardes du corps du roi, mousquetaire du Roi, lieutenant d'artillerie, colonel de la 3e légion de volontaires étrangers de la marine, lieutenant général des armées du roi, gouverneur de Saint-Cloud, pair de France, chevalier des Ordres du roi, grand croix de l'Ordre royal et militaire de Saint-Louis, commandeur de Saint-Lazare, officier de la Légion d'honneur.
- Jean Antoine, comte d'Agoult (1753-1826), seigneur de Voreppe, garde du corps du roi, député de la noblesse du Dauphiné aux États généraux de 1789, officier de la Légion d'honneur.
- Louis Annibal de Saint-Michel d'Agoult (1747-1810), élève à l'École militaire de Paris (1756), lieutenant des gardes du corps du roi (1776), maréchal de camp (1788) réformé en 1791, général d'Empire (général de brigade, 1806).
- Jacques-Marie d'Astorg (1752-1822), sous-lieutenant des gardes du corps du roi, Cie écossaise, lieutenant général des armées du roi (1815).
- Henry-Oswald-Gabriel d'Aubigny (1767-1825), seigneur d'Aubigny, garde du corps du roi (1786, 4e Cie), chevalier de l'Ordre royal et militaire de Saint-Louis (1814). Emigré, il servit en 1792 dans le régiment noble à pied de Condé.
- Charles Paul Nicolas de Barentin de Montchal (1737-1823), vicomte de Montchal, lieutenant des gardes du corps du roi, député aux États généraux de 1789, général de division (Premier Empire), commandant de dépôts de remonte (1809-1816), inspecteur général (1828).
- Alexandre Emmanuel Louis, 1er duc de Bauffremont (1773-1833), garde du corps du roi (1787, Cie de Noailles), pair de France, chevalier de l'Ordre royal et militaire de Saint-Louis.
- François-Frédéric de Béon (1754-1802), capitaine au régiment du roi, sous-lieutenant des gardes du corps du roi (1791), Cie de Luxembourg, émigré en août 1791, fut un des principaux chefs de l'armée royale à l'expédition de Quiberon (hussards de la Légion de Béon).
- Charles François de Bicqueley (1738-1814), écuyer, garde du corps du roi, Cie écossaise, mathématicien.
- Alexandre-Joseph de Boisgelin (1770-1831), 2e marquis de Boisgelin (1827), garde du corps de Louis XVI en 1791, maréchal de camp, député (seconde Restauration) puis pair de France (1827-1830).
- Nicolas Ernault des Bruslys (1757-1809), garde du corps (1775, Cie de Noailles), général de division, adjoint à l'ambassade de Perse, gouverneur de Bourbon (1806-1809).
- François Pierre Gontier de Biran (1766-1824), dit Maine de Biran, garde du corps dans la Cie de Noailles en 1785, député, sous-préfet de Bergerac et philosophe, ainsi que son cousin François Gontier de Biran, dit Biran l'Amour[9].
- Charles Griffon de Plenneville (1764-1802), sous-lieutenant des gardes du corps du roi (Cie de Villeroy), seigneur de Plenneville, distingué lors de la campagne des princes.
- Claude-Antoine de Guillebon (1752-1816), garde du corps du roi 1776, Cie de Luxembourg. lieutenant des Maréchaux de France à Montdidier (1787).
- Martial de Guillebon (1773-1861), garde du corps du roi, Cie de Luxembourg, seigneur puis maire du Frestoy-Vaux, il se tint aux côtés de Louis XVI lors des journées des 5 et 6 octobre 1789.
- Guy François Marc de La Boussardière de Beaurepos (1738-1789), Seigneur de Beaurepos, des Chaponnières, de Villiers, de La Grande Sauvagère, garde de corps du roi (1789), capitaine, aide-major au régiment provincial d'Alençon, officier-major du régiment de La Rochefoucault grenadiers royaux, chevalier de l'Ordre du Roi, chevalier de l'Ordre royal et militaire de Saint-Louis.
- Auguste Laget de Bardelin (1768-1852), lieutenant des gardes du corps du roi (1782), Cie de Gramont.
- Jean-Antoine Marbot (1754-1800), capitaine des gardes du corps du roi (avant 1782), puis administrateur de la Corrèze, député à l'assemblée législative, général de division, député élu deux fois président du Conseil des Anciens.
- Louis-Alexandre-Élysée de Monspey (1733-1822), 3e marquis de Monspey, colonel de cavalerie en 1770, exempt dans les gardes du corps du roi 1766, Cie écossaise, lieutenant des gardes du corps (1780), lieutenant chef de brigade (1791), maréchal de camp (1787), Honneurs de la Cour (1788), député aux États généraux de 1789, lieutenant général des armées du roi, grand croix de l'Ordre royal et militaire de Saint-Louis.
- Jean-Pascal Charles de Peyssard (1755-1808), seigneur de la Petite Fouillousse, garde du corps du roi, Cie de Villeroy, député de la Dordogne à la Convention nationale (régicide).
- Alexandre Louis Joseph de Sainte-Aldegonde (1760-1844), sous-lieutenant des gardes du corps du roi 1791, Cie de Luxembourg, maréchal de camp (1814), lieutenant général des armées du roi (1815), pair de France (1827), membre du conseil général de l'Aisne, maire de Villequier-Aumont.
- Olivier de Saint-Georges de Vérac (1768-1858), garde du corps du roi (1783), maréchal de camp (Restauration), pair de France (1815).
- Jean-Baptiste Bernard Viénot de Vaublanc, garde du corps du roi (1783), Cie de Villeroy, Membre du Conseil du Portugal (1808), Inspecteur en chef aux revues de la Grande Armée (1812).
- Guillaume-François Tardivet du Repaire, garde du corps du roi[10], Lieutenant-colonel dans la Cie écossaise à la suite de son acte héroïque du 6 octobre 1789 ayant protégé la reine des assaillants, lors de l'attaque de ses appartements à Versailles[11], chevalier de l'ordre royal et militaire de Saint-Louis.
- François-Aimé de Miomandre de Sainte-Marie (1756-1796)

### Règne de Louis XVIII
- Hippolyte de Barrau (1794-1863), saint-cyrien, garde du corps du roi, officier de cavalerie, fondateur et président d'une société savante, conseiller puis secrétaire général de préfecture, historien et généalogiste.
- Antoine Guillaume de Tournemire (1799-1885), garde du corps du roi Louis XVIII et du roi Charles X.
- Joseph-Alexandre Berthier (1792-1849), garde du corps du roi, sous-lieutenant avec grade de major, dans la Cie de Wagram (on trouve aussi Cie de Noailles), maréchal de camp.
- Charles Louis de Chasseloup de La Motte (1792-1860), lieutenant des gardes du corps du roi en 1814, avant de passer aux cuirassiers d’Angoulème, qui après sa carrière militaire deviendra statisticien.
- Pierre Jean-Baptiste Victor Chebrou de Lespinats (1802-1875), garde du corps du roi, Cie de Luxembourg du 27 février 1818 au 30 septembre 1818, puis garde à pied avec rang de sous-lieutenant (27 février 1820), participe à l'expédition d'Espagne en 1823 aux chasseurs à cheval de la Vienne, capitaine au 2e régiment de grenadiers à cheval de la garde royale, (1825-1828), chef d’escadron aux cuirassiers d’Orléans (1842), lieutenant-colonel aux services des remontes (1847), officier de la Légion d’honneur (1851).

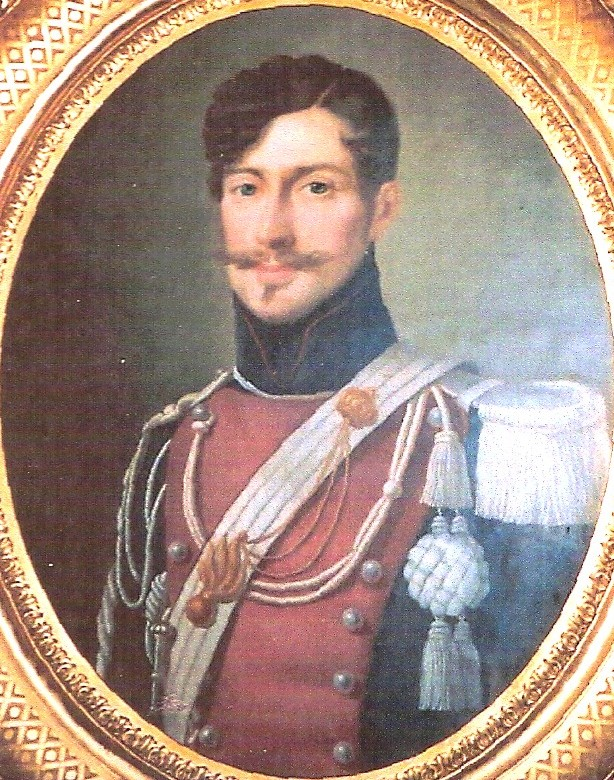
Robert Claret de Fleurieu (1792-1847).

- Robert Claret de Fleurieu (1792-1847), garde du corps du roi Louis XVIII (1814), lieutenant aux chasseurs à cheval de la garde royale, héritier de Charles Pierre Claret, comte de Fleurieu et de son titre (ce dernier n'ayant eu que des filles).
- Alexandre Théophile Courlet de Boulot (1793-1863), lieutenant de cavalerie sortant des gardes du corps du roi, entré au 4e régiment des gardes d'honneur (juin 1813), brigadier (juillet 1813), fourrier (août 1813), maréchal des logis chef (octobre 1813), garde du corps du roi (juin 1814). A accompagné le roi à Béthune.
- Constantin de Dax, marquis d'Axat (1797-1868), garde du corps du roi (1814), lieutenant au 5e régiment de dragons stationné à Carcassonne, participe avec son Corps à l'expédition d'Espagne, capitaine (1824), officier supérieur des dragons à cheval de la garde royale, chevalier de l'Ordre royal et militaire de Saint-Ferdinand d'Espagne (1823).

Guillaume-Francois Tardivet du Repaire.

- Charles Mathias Durant de La Pastellière (1779-1814), garde du corps du roi, capitaine de cavalerie dans l'armée de Stofflet, aide de camp du marquis de Grignon (1795, guerres de Vendée).
- Jean-Marie de La Croix d'Azolette (1770-1842), garde du corps du roi, capitaine commandant la gendarmerie royale du département de la Loire, chevalier de l'Ordre royal et militaire de Saint-Louis et de la Légion d'honneur, anobli par Louis XVIII (1815)[12].
- Alphonse de Lamartine (1790-1869), garde du corps du roi (1814), poète, homme politique[13].
- Alexandre Louis de La Taille (1793-1875), brigadier des gardes du corps du roi, Cie de Luxembourg, officier de la Légion d'honneur (1814).
- Jean-Bonnoy de Laroze (1791-1875), garde du corps de Louis XVIII et de Charles X, commandant de la place de Boulogne-sur-Mer, chevalier de la Légion d'honneur et de l'Ordre royal et militaire de Saint-Ferdinand d'Espagne.
- Paul de Lavenne de Choulot (1794-1864), garde du corps du roi, paysagiste.
- Pierre Louis François Paultre de Lamotte (1774-1840), lieutenant des gardes du corps, Cie de Luxembourg, le 1er juin 1814, général de brigade.
- Bonabes Louis Victurnien Alexis, marquis de Rougé (1778-1839), pair de France, colonel premier lieutenant français des gardes à pied ordinaires du corps du roi.
- Guillaume-François Tardivet du Repaire, lieutenant des gardes du corps du roi (1814), maréchal de camp, Commandeur de l'Ordre royal et militaire de Saint-Louis, Officier de la Légion d'honneur.

### Règne de Charles X
- François de Riffardeau, duc de Rivière (1763-1828), capitaine des gardes de S. A. R. Monsieur, frère du roi, devenus, depuis la mort de Louis XVIII, 5e compagnie des gardes du corps de S. M. Charles X, chevalier des Ordres du roi, grand-croix de l'ordre royal et militaire de Saint-Louis, officier de la Légion d'honneur.
- Louis-Marie Joseph de Guillebon (1803-1890), officier d'infanterie, garde du corps de Charles X de 1827 à 1830, maire de Loye-sur-Arnon.François de Riffardeau, duc de Rivière.

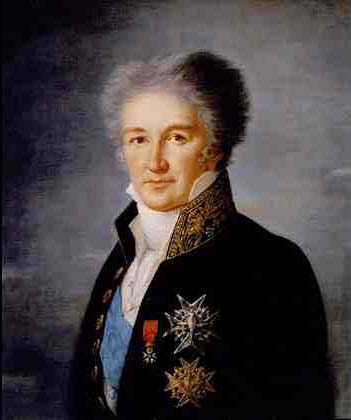
François de Riffardeau, duc de Rivière

- Jean Antoine Stanislas Pascal, baron de Trannoy-Watteau (1830), officier de la première compagnie des gardes du corps du roi (1814)[14], commandant provisoire de la place d'Arras (1814), nommé colonel (1817), puis intendant de la laiterie royale de Rambouillet, chevalier de l'ordre royal et militaire de Saint-Louis[15].